# La Fargeville
La Fargeville és una concentració de població designada pel cens dels Estats Units a l'estat de Nova York. Segons el cens del 2000 tenia 588 habitants.

## Demografia
Segons el cens del 2000, La Fargeville tenia 588 habitants, 219 habitatges, i 160 famílies. La densitat de població era de 65,2 habitants per km².
Dels 219 habitatges, en un 32,9% hi vivien nens de menys de 18 anys, en un 54,3% hi vivien parelles casades, en un 13,7% dones solteres, i en un 26,9% no eren unitats familiars. En el 25,6% dels habitatges hi vivien persones soles el 10,5% de les quals corresponia a persones de 65 anys o més que vivien soles. El nombre mitjà de persones vivint en cada habitatge era de 2,67 i el nombre mitjà de persones que vivien en cada família era de 3,11.
Per edats, la població es repartia de la següent manera: un 28,2% tenia menys de 18 anys, un 8,3% entre 18 i 24, un 27,9% entre 25 i 44, un 22,8% de 45 a 60, i un 12,8% 65 anys o més.
L'edat mediana era de 36 anys. Per cada 100 dones de 18 o més anys hi havia 81,9 homes.
La renda mediana per habitatge era de 29.286 $ i la renda mediana per família de 41.705 $. Els homes tenien una renda mediana de 21.750 $, mentre que les dones tenien 24.306 $. La renda per capita de la població era de 13.816 $. Entorn del 22,5% de les famílies i el 28,1% de la població estaven per davall del llindar de pobresa.